# Artère iléocolique
L'artère iléocolique (ou artère colique droite inférieure ou artère iléocæcocolique ou artère iléo-cæco-appendiculaire) est une artère systémique de l'abdomen qui vascularise le cæcum, l'iléon et l'appendice iléo-cæcal.

## Origine
L'artère iléocolique est la branche la plus basse du bord droit de l'artère mésentérique supérieure. Son origine se situe trois à quatre centimètre sous le pancréas.

## Trajet
L'artère iléocolique descend obliquement à droite derrière le péritoine pariétal et se termine près de la jonction iléo-cæcale en se divisant en branches terminales.

## Branches terminales
L'artère iléocolique se termine par :
- l'artère cæcale antérieure qui vascularise le cæcum antérieur,
- l'artère cæcale postérieure qui vascularise le cæcum postérieur,
- l'artère appendiculaire qui vascularise le l'appendice iléo-cæcal.,
- le rameau iléal qui vascularise l'iléon terminal,
- le rameau colique qui vascularise le côlon ascendant proximal.

## Galerie

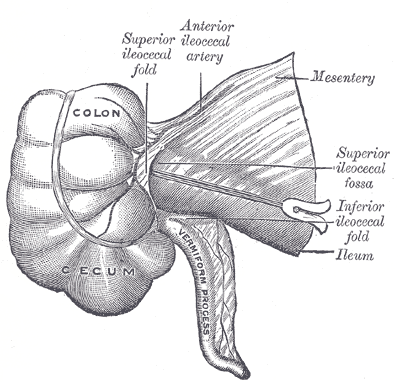
Fosse iléo-cæcale supérieure.
La vascularisation du côlon